# باتريك إنجيلستين
باتريك إنجيلستين (بالسويدية: Patrik Ingelsten)‏ (25 يناير 1982 في السويد - ) هو لاعب كرة قدم سويدي في مركز الوسط. شارك مع منتخب السويد لكرة القدم. أما مع النوادي، فقد لعب مع نادي فيكينغ ونادي كالمار ونادي هالمستاد ونادي هيرنفين ونادي فالكنبرغ وIS Halmia ‏ وغايس غوتنبرغ ونادي فارنامو وMjällby AIF ‏.

## وصلات خارجية
- باتريك إنجيلستين على موقع اتحاد السويد (السويدية)
- باتريك إنجيلستين على موقع قاعدة بيانات كرة القدم.إي يو (الإنجليزية)
- باتريك إنجيلستين على موقع Soccerway.com (الإنجليزية)
- باتريك إنجيلستين على موقع عالم كرة القدم.نت (الإنجليزية)